# NGC 4952
NGC 4952 este o liner situată în constelația Părul Berenicei. A fost descoperită în 13 martie 1785 de către William Herschel. Se află la o distanță de 93,76 de megaparseci de Pământ.